# Koerdisch Instituut te Brussel
Het Koerdisch Instituut te Brussel (Kurdish: Enstîtuya Kurdî Ya Brukselê) is een non-profitorganisatie, gevestigd in Brussel, België, die streeft voor de integratie van de Koerden en andere minderheden in de Belgische samenleving, alsook het promoten van de Koerdische cultuur zowel binnen als buiten Koerdistan.

## Geschiedenis
Het Instituut begon als de organisatie genaamd 'Têkoser', die was opgericht door een groep van Belgische Koerden in 1978. Hun voornaamste doel indertijd was het bevorderen van de integratie van de Koerdische gemeenschap in de Belgische samenleving.
In 1989 werd de naam van de organisatie veranderd naar 'Koerdisch Instituut te Brussel', wat sindsdien onveranderd is gebleven.
Sinds de oprichting van het Koerdisch Instituut te Brussel heeft de organisatie haar streefdoelen uitgebreid, beginnend met het project genaamd 'Gastland, mijn Thuisland', gesubsidieerd door het Vlaamse Ministerie van Cultuur, waarin socio-culturele cursussen werden voorzien. In 1998 wist de organisatie permanente subsidies te verkrijgen van het Vlaams Ministerie van Cultuur, met als doel een verdere integratie van de Koerdische gemeenschap (alsook andere minderheidsgroepen) in België, en het verspreiding van kennis over de Koerdische cultuur, geschiedenis en taal.
Vanaf 2004 werd het streven van het Instituut verder uitgebreid om zowel de originele alsook nieuwe doelen te omvatten, namelijk het verzekeren van rechten van linguïstische, etnische en religieuze minderheden in Turkije, het Midden-Oosten en de Kaukasus.
Als gevolg van deze nieuwe doelen heeft het Instituut een Koerdisch Cultureel Centrum in Tbilisi in Georgië opgericht.

## Activiteiten
- Publicatie van de Koerden, een tweemaandelijks tijdschrift in het Nederlands.
- Voorziening van sociale diensten voor immigranten.
- Onderhoud van de bibliotheek van het Instituut, dat publicaties, artikels en boeken over Koerden en de rest van het Midden-Oosten bevat.
- Zomerprojecten voor kinderen.
- Vertalingen.
- Taallessen: Frans en Koerdisch.
- Culturele programma's: voorstellingen, Koerdische films en tonelen, concerten, e.d.
- Onderzoek, informatie en sensibilisatie activiteiten.[1]

## Organisatie
Huidig hoofd van het Instituut is Derwich Ferho, een van de originele oprichters van de organisatie.
Naast erkenning van het Vlaamse Ministerie van Cultuur, geniet het Instituut ook erkenning van het Waalse Ministerie van Cultuur; de dienst van Volksontwikkelingswerk van de Vlaamse Gemeenschap; de Franse Gemeenschap; en het Brussels Hoofdstedelijk Gewest.
Het Instituut werkt ook vaak samen met universiteiten en hoge scholen, vredes- en mensenrechtenorganisaties, en andere culturele organisaties.
Op 22 juni, 2012, heeft het Instituut, tezamen met de Brusselse senator Karl Vanlouwe, een conferentie georganiseerd omtrent Kirkoek en de status van Artikel 140 van de Iraakse grondwet. Deze conferentie werd bijgewoond door verschillende Koerdische leiders.

## Publicaties
In het Nederlands:
- Volksnationalisme, ook het Koerdische, is geen product van verbeelding maar representeert werkelijkheid, Hugo Van Rompaey, 2007.
- De Koerden. Essays over hun geschiedenis en cultuur, Knyaz Mirzoev, translated by Hugo Van Rompaey, 2006.
- Armoede in Brussel/Pauvreté à Bruxelles, Jan Béghin (red.), 2006.
- Kruitvat Kaukasus, Nik Vanderscheuren, Freddy De Pauw, Elmira Zeynalian (red.)., 2004.
- Mensen- en volkerenrechten in Syrië: De Koerdische kwestie, Wim Beelaert, 2004.
- De onderdrukking van de Koerden in Turkije, een misdaad?, Hugo Van Rompaey, 2003.
- De kwestie Iraaks Koerdistan. Derwich M. Ferho en Lieve Driesen (red.), 2002.
- De Koerden, tussen Europa en Turkije. Bert Cornillie en Paul Vanden Bavière (red.), 2001.
- De Koerdische Lente. Ik, peshmerga, ik geef mijn ziel, Ahmed Bamarni, 2000.
- De Onafhankelijkheidsdroom v/d Koerden, illusie of realiteit, Chris Kutschera, 1999.
- De Zaak Öcalan, Turkije, het Westen en de Koerden, Paul Vanden Bavière (red.) e.a., 1999.
- Dossier Koerdistan, 1ste druk 1988, 2de druk, 1991.
- Gevangenis Nr. 5, 11 jaar in de Turkse gevangenis, M. Zana, 1997.
- De Koerden en Zelfbeschikkingsrecht, Katy Verzelen, 1997.
- De Koerden, een volk op weg naar zelfstandigheid, Veerle Van Beeck, 1998.
- De Koerden in de voormalige Sovjet-Unie, H. Taels, 1997.
- Dr. A. Ghassemlou, man van vrede en dialoog, biography, 1997.
- Hêlîn rook naar boomhars, Susan Samanci, 1998.
- Ik was een kind in Koerdistan, Mahmut Baksi, 1998.
- Hêlîn, Mahmut Baksi, 1998.

Rapporten:
- Etnische en Religieuze Minderheden in Koerdistan, 2009.
- Toetredingsproces EU-Turkije: een stand van zaken, 2008.
- De Koerdische strijd vanuit vrouwenrechtenperspectief, 2007.
- De impact van repressieve regimes op de grootschalige exodus naar Europese landen, 2006.
- Mensenrechten in Iran, 2006.
- Eergerelateerd geweld, 2005.
- Mensen- en volkerenrechten in Iran, 2005.
- Het toetredingsproces van Turkije tot de EU en de Koerdische kwestie, 2004.
- De Koerden in Irak en de internationale houding, 2003.
- Turkije, klaar voor de Europese Unie? De Turkse realiteit getoetst aan de Criteria van Kopenhagen, Derwich M. Ferho en Lieve Driesen (red.), 2002.
- Ontheemde Koerden klem in Turkije, Carla Van Os, 2001.
- Een dam tegen de stuwdammen. Het GAP-project in vraag gesteld, 2000.

In het Engels:
- Identity via satellite: a case study of the Kurdish satellite television station Medya TV, Andrea Allen Hickerson.
- Kurds Have the right to speak Kurdish, Hugo Van Rompaey.
- Kurdish nationalism in Mam u Zîn of A. Khanî, F. Shakely, 1992.
- The Kurdistan File, 1989.
- The Turkish Republic and the Kurdish Question, a tragic confrontation, E. Marescot.

In het Frans:
- La République turque et la question, kurde : un face-à-face tragique, E.Marescot.
- Dijwar, un témoignage de ce qu’est leur vie, Orhan Miroglu.
- Hadés à l’oeuvre, Medeni Ferho.
- La République turque et la question kurde: un face-à-face tragique, Elisabeth Marescot.
- Les Kurdes: un peuple en quête d’Etat, Elisabeth Marescot, 2006.
- Les Kurdes dans l’ex-Union Sovietique, Herman Taels, 2003, 96 p.
- Le Genocide Kurde, Desmond Fernandes, 2002, 62 p.
- Costumes et Tapis Kurdes, J.M.C. & P.J., 1995, 96 p.
- Dossier Kurdistan, 1992, 138 p.
- La Turquie, l’Europe et les Kurdes, Paul Vanden Bavière, 2005.

Analyses:
- L’Iran et la question des minorités, Soheila Ghaderi-Mameli, 2006.
- Les Kurdes en Iran, jadis et maintenant, Chris Kutchera, 2006.
- La communauté Iranienne en Belgique, Anwar Mir Sattari, 2006.
- Situation actuelle de la femme en Iran, Françoise Brie, 2006.
- Quand les Scythes quittèrent les steppes d’Asie centrale!, Elisabeth Marescot, 2006.
- Saleh ed-din (Saladin), le Sultan Kurde et de sa dynastie, les Ayyubides, E. Marescot, 2006.
- Les Croisades racontées par les Syriaques, Elisabeth Marescot, 2006.
- Le peuple Araméo-Assyro Chaldéo-Syriaque, Elisabeth Marescot, 2006.
- Le Zoroastrisme, Elisabeth Marescot, 2006.
- Ibn Sina (980-1037) ;Médecin – philosophe – homme de lettres, Elisabeth Marescot, 2006.
- Le manichéisme: de Ctésiphon à Montségur, Elisabeth Marescot, 2006.

In het Koerdisch:
- Serê Sevê Çîrokek, Sahredariya Sûrê, Avrêl 2006, qediya (b.a. EKB).
- Serê Sevê Çîrokek, Sahredariya Sûrê, Gulan 2006, qediya (b.a. EKB).
- Binêr… Ez Mezin dibim, agahdarî li ser mezinbûna zarokan ji 0 heta 3 saliya wan, 1984.
- Jana Heft Salan, Sahînê B. Sorekli, helbest, 1990.
- Memê û Eysê, Taharê Biro, sano, 1991.
- Kurdên Tirkiyê di dema herî nuh da, M. A. Hasratyan, dîrok, 1994.
- Dîroka Kurdistan bi Kurtebîrî, E. Cemîl Pasa, dîrok, 1995.
- Hey Gerilla, Medeni Ferho, helbest, 1994, (b.a. EKB).
- Dîwan 3, Feqir Ahmed, helbest, 1997.
- Digirê, Mihemed Abbas, helbest, 1998.
- Letîf Helmet, Xelîl Dihoki, helbest, 1998.
- Koerdisch - Turks, Derwich M. Ferho.
- Dengê Roja Dîl, Derwich M. Ferho, helbest, 1985, (b.a. EKB).
- Evîna Reben, Derwich M. Ferho, helb., (b.a. EKB).
- Hêvî û Jiyan, Derwich M., Ferho helbest, 1999, (b.a. EKB).
- Xaltîka Zeyno, Medenî Ferho, roman, (b.a. EKB).
- Marê di Tûr de, Medenî Ferho, roman, 1999, (b.a. EKB).
- Bîr û Raman, Rojan Hazim, 2001.
- Paseroj, Rojan Hazim, 2002.
- Zîlan, agir û stranên jiyanê, Medenî Ferho, helbest, 1999, (b.a. EKB).
- Sevên Zivistanî û Melekî Tawus, Abbas Abbas, sano, 1996, (b.a. EKB).
- Ji Meresê xeberek hat, Alî Alxasî.

In het Turks:
- Bize Bir Felsefe Lazım, S. Ciziri, 1999.
- Kawa efsanesî, Nêrgîza Tori.
- Muhtasar Hayatım, E.Cemîl Pasa, 1991.
- Kurdistana Sevgiler, Rojan Hazim, 2001.
- Eski Sovyetler Birliginde Kürtler, H.Taels,(b.a. EKB).